# Rénovation de biens classés en Wallonie
Pour les articles homonymes, voir Rénovation (homonymie).
 (mars 2016).
 (mars 2016).
Cet article se réfère à la rénovation de biens classé en Wallonie.
Depuis 1988, la gestion du patrimoine culturel immobilier est assurée par le Service public de Wallonie, principale administration de la Région wallonne.
Lors de la rénovation d'un bien classé, plusieurs acteurs interviennent lors de la demande du permis d'urbanisme. Les documents nécessaires à la réalisation des travaux ainsi que les procédures administratives diffèrent de travaux de rénovation normaux. Cet article présente donc brièvement le patrimoine en Wallonie ainsi que les acteurs et leurs rôles, les différents documents utiles et les bases légales.

## Le patrimoine en Belgique
Par patrimoine, on entend : sites préhistoriques, constructions contemporaines, bâtiments publics, religieux, industriels ainsi que certains arbres multi centenaires par exemple… Au total, un peu moins de 4 000 biens sont classés, environ 2 800 monuments et 1 200 sites.
En Wallonie, des aides et subsides sont octroyés pour la restauration et la maintenance de ces monuments classés. Des études sont effectuées, des techniques spéciales sont utilisées, des matériaux anciens sont restitués et remis en œuvre pour garder intègre leur valeur patrimoniale.
En Wallonie, on distingue trois « niveaux » de patrimoine : 
- Le patrimoine exceptionnel de Wallonie ;
- Le patrimoine mondial de l’UNESCO ;
- Le patrimoine au quotidien.

Cette liste, mise à jour tous les trois ans, reprend près de 250 biens situés en Wallonie tels que châteaux, théâtres et autres édifices publics, sites archéologiques. Ils sont tous des éléments majeurs de notre patrimoine wallon.

### Patrimoine mondial de l’UNESCO
Quatre sites ou ensembles de sites sont repris dans cette liste de prestige : 
- La Cathédrale Notre-Dame de Tournai;
- Les ascenseurs du Canal du Centre;
- Sept beffrois (Thuin, Charleroi, Namur, Gembloux, Mons, Binche et Tournai);
- Les Minières néolithiques de silex de Spiennes.

Quatre sites miniers de Wallonie sont en attente d’une reconnaissance prochaine ; les sites du Grand-Hornu, de Bois-du-Luc, le Bois du Cazier et le site de Blegny-Mine.

### Patrimoine du quotidien
Non classés mais présentant des caractéristiques patrimoniales intéressantes, près de 30 000 biens sont recensés dans L'Inventaire du Patrimoine monumental. Il constitue un recueil des biens immobiliers d’intérêt, ainsi qu’une aide à la gestion du bâti notamment. Fait de signes, de marques, de repères, le petit patrimoine populaire wallon n’est pas oublié, les chapelles, les fontaines et les piloris mais aussi les girouettes, les portails, les gloriettes... si elles sont visibles de la route, peuvent être conservées et restaurées avec le soutien financier du Patrimoine.

## Bases légales

### Fiche d'état sanitaire
Les propriétaires de monuments classés ont une responsabilité primordiale en ce qui concerne la pérennisation de leur bâtiment qu’ils doivent gérer « en bon père de famille ». Les propriétaires doivent donc se procurer et remplir une fiche d’état sanitaire ce qui permet de prendre conscience de l’état réel du bien. Tous les cinq ans, ce document doit être mis à jour par le propriétaire et transmis à la Direction de la restauration du patrimoine qui identifie alors les faiblesses et détériorations subies par le monument pour prendre, au cas par cas, les mesures et actions préventives ou curatives nécessaires destinés à empêcher ou ralentir la dégradation du bien.

### Certificat de patrimoine
Le certificat de patrimoine est un certificat délivré par la Direction de la restauration du patrimoine ou l'administration communale sur avis conforme du fonctionnaire délégué, en vue d’un projet de restauration et préalablement à la demande du permis d'urbanisme. Ce certificat vise à aider le propriétaire et son auteur de projet à élaborer le projet de restauration. Il rassemble les informations qui détermineront les actes et travaux conforment aux caractéristiques du monument et qui ont prévalu pour son classement.
Lorsque la restauration envisagée prévoit la réalisation de travaux à l’identique ou de minime importance, le certificat de patrimoine n’est pas nécessaire.
Ce certificat est repris dans un seul et même formulaire intitulé « travaux sur monument classé », tout comme les opérations de maintenance, les travaux d’entretien à l’identique et les mesures conservatoires d’urgence.
Les travaux sur les biens suivants sont soumis à l’obtention d’un certificat de patrimoine ou doivent faire l’objet d’une déclaration préalable :
- Les bâtiments classés ;
- les bâtiments en instance de classement ;
- les bâtiments inscrits sur la liste de sauvegarde ;
- les biens repris sur la liste du patrimoine exceptionnel de Wallonie.

Travaux à l’identique : pas de modification de l’aspect extérieur du bien ni de ses matériaux ni des caractéristiques qui ont justifié le classement du monument.
Au niveau de l’introduction d’une demande de certificat, le maître de l’ouvrage, c'est-à-dire le propriétaire du monument ou celui qu’il a désigné par écrit pour assurer la maîtrise d’ouvrage, peut introduire une demande de certificat de patrimoine.

### Subventions
Lors de travaux de rénovation, des subventions sont disponibles. Tout d’abord, il faut savoir que ces subventions sont octroyées dans la limite des crédits budgétaires. L’aide apportée par la Région wallonne peut être importante et est modulable en fonction du cas précis traité.
Les subventions peuvent être accordées dans les trois cas suivants : 
- Monument classé
- Monument en cours de classement
- Monument inscrit sur la liste de sauvegarde.

Les travaux concernés par la maintenance et les subventions sont les suivants : 
- Ensemble de travaux d’entretien (curatifs et préventifs)
- Provisoires ou définitifs
- Réalisés dans le but d’éviter ou d’enrayer la dégradation, sans compromettre une restauration future.

## Acteurs

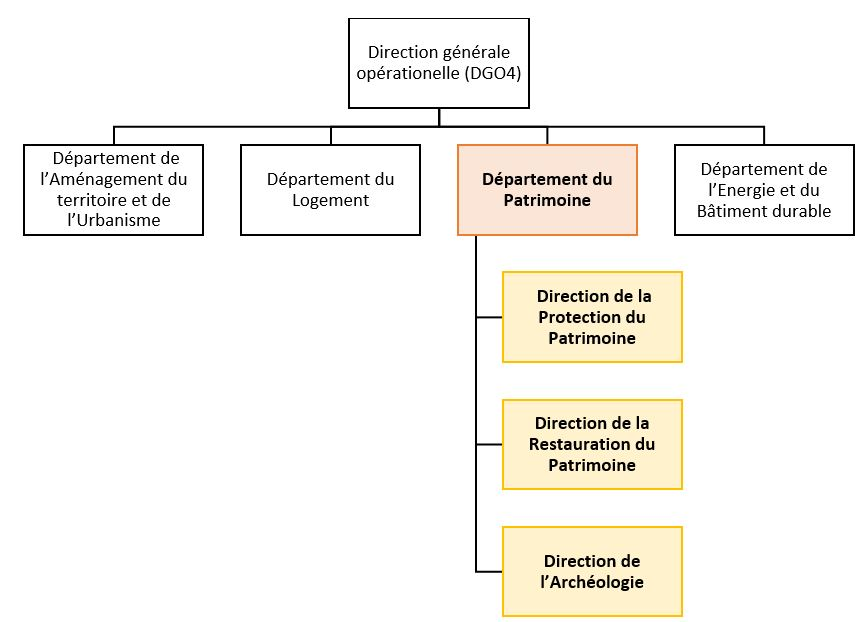
Organigramme de la Direction générale opérationnelle de l’aménagement du territoire, du logement, du patrimoine et de l’énergie

Les acteurs ayant un rôle dans la gestion du patrimoine wallon font partie de la structure interne du Service public de Wallonie (SPW) et plus particulièrement de la DGO4 qui est la Direction générale opérationnelle de l’aménagement du territoire, du logement, du patrimoine et de l'énergie.
Pour réaliser ses missions, le Département du patrimoine compte trois directions : la Direction de l’archéologie, la Direction de la protection du patrimoine et la Direction de la restauration du patrimoine.
L’administration est assistée en matière de protection et de conservation du Patrimoine par la Commission royale des monuments, sites et fouilles (CRMSF), un organisme consultatif indépendant.
L’administration est également assistée par l’Institut du patrimoine wallon (IPW) ayant pour objet l'assistance aux propriétaires des biens classés repris dans une liste approuvée par le Gouvernement wallon et aux propriétaires de biens classés qui en font la demande en vue d'une réaffectation. Il gère aussi certains biens classés appartenant à la Région et organise et assure également les missions de sensibilisation au patrimoine.

### Direction de la protection du patrimoine
La Direction de la protection du patrimoine instruit les dossiers de classement des biens immobiliers (demande de classement). Ce classement constitue une reconnaissance officielle de la valeur patrimoniale d’un bien par la collectivité. Le rôle ici est triple : protéger notre patrimoine immobilier, le classer pour le transmettre aux générations futures.
En Wallonie, selon la législation en vigueur, un bien peut être classé s’il présente un intérêt historique, archéologique, scientifique, artistique, social, technique ou paysager et qu’il répond aux critères d’authenticité, d’intégrité, de rareté et de représentativité. Pour permettre l’identification des biens susceptibles de bénéficier d’une mesure de protection, il s’avère nécessaire d’établir des inventaires et de les tenir à jour. L’Inventaire du patrimoine immobilier culturel est réalisé par des historiens d’art sur le terrain. Il recense donc les biens patrimoniaux bâtis dans nos villes et villages.
Tous les trois ans, le Gouvernement wallon établit la liste du patrimoine exceptionnel immobilier de Wallonie sur présentation d’une liste établie par la direction de la protection et la Commission royale des monuments, sites et fouilles (CRMSF).
La Direction de la protection : 
- Classe et reconnait officiellement la valeur patrimoniale d’un bien ;
- Établit des plans de gestion nécessaires à la mise en valeur du patrimoine mondial ;
- Délivre les attestations ou avis requis en matière de déductibilité fiscale pour les dépenses que les propriétaires ont exposées en vue de l’entretien ou de la restauration de leur bien classé.

Toutes ces missions sont menées par une équipe d'historiens de l’art, historiens, agronome, architecte-paysagiste, architecte, juriste et collaborateurs administratifs avec l’appui des Services du CRMFS et des Services de l’archéologie des directions extérieures de la DGO4.

### Direction de la restauration du patrimoine
La Direction de la Restauration du patrimoine assure l’entretien et la restauration des monuments classés (Remise et suivi des Certificats de Patrimoine, suivi de chantier).
Les propriétaires d’un monument classé ont une responsabilité primordiale en ce qui concerne la pérennisation de leur bâtiment qu’ils doivent gérer « en bon père de famille ». Une fiche d’état sanitaire que chaque propriétaire se doit d’obtenir et de remplir et qui est analysée par la direction permet de prendre conscience de l’état réel du bien. La Direction identifie les mesures et les actions préventives ou curatives, destinées à empêcher ou ralentir la dégradation du bien. Son service de « maintenance » a pour objectif l’entretien et/ou l’amélioration de l’état sanitaire de ces monuments pour réduire l’ampleur et le coût des opérations de restauration importantes, nécessitées, dans la plupart des cas, par des dégradations consécutives à une insuffisance ou une absence d’entretien régulier. Lorsque des travaux de restauration doivent être réalisés sur un monument classé, un Certificat de patrimoine est requis en préalable à l’introduction du permis d’urbanisme. Celui-ci est octroyé par la Direction et vise à aider le propriétaire et son auteur de projet à élaborer le projet de restauration. À cette occasion, il est possible, voire indispensable dans certains cas, de rassembler les informations qui détermineront les actes et travaux conformes aux caractéristiques du monument et qui ont prévalu pour son classement.
La direction de la Restauration assure également le suivi des Certificats de patrimoine, en organisant le « comité d’accompagnement ». Dans ce cadre, elle requiert les avis de la CRMSF. Cette même direction gère, planifie et contrôle également l’octroi de subsides pour ces travaux ainsi que les interventions sur le petit patrimoine populaire wallon.

### Direction de l’archéologie
Ses missions principales sont l’inventaire et le zonage des sites archéologiques wallons, le suivi des études d’incidence et des projets d’aménagements pour identifier les sites menacés et négocier des modifications de projets en vue de conserver les sites, la réalisation de fouilles préventives s’il est impossible de les préserver.
Elle effectue également des fouilles de sauvetage et des fouilles programmées pour mettre en valeur certains sites importants. À la suite des fouilles, les résultats sont étudiés et communiqués au public par des publications, des expositions, des conférences et des journées d’études comme les Journées d’archéologie wallonnes.
La Direction de l’archéologie gère les demandes de subvention d’activités liées au patrimoine archéologique, les demandes d’autorisations de fouilles et d’agrément des dépôts de biens archéologiques, les déclarations de découvertes fortuites et les problèmes liés à la législation.